# Шуничиро Окано
Шуничиро Окано (јап. 岡野 俊一郎; 28. август 1931 — 2. фебруар 2017) био је јапански фудбалер.

## Репрезентација
За репрезентацију Јапана дебитовао је 1955. године. За тај тим је одиграо 2 утакмице.

## Статистика
| Јапан  | Јапан   | Јапан  |
| Година | Наступи | Голови |
| ------ | ------- | ------ |
| 1955.  | 2       | 0      |
| Укупно | 2       | 0      |